# Leptocera excavata
Leptocera excavata är en tvåvingeart som beskrevs av Papp 1979. Leptocera excavata ingår i släktet Leptocera och familjen hoppflugor. Inga underarter finns listade i Catalogue of Life.